# Governatorato della Georgia-Imerezia
Il Governatorato della Georgia-Imerezia (in russo Грузино-Имеретинская губерния?) è stato un governatorato di breve durata (guberniya) del vicereame del Caucaso dell'Impero russo, amministrato da Tiflis (Tbilisi). Approssimativamente corrispondente alla Georgia attuale e ad alcune parti dell'Armenia e dell'Azerbaigian, fu creato nel 1840 dal territorio del Governatorato della Georgia e dagli oblast di Imerezia e Armenia.
Nel 1846 l'amministrazione imperiale del Caucaso fu riorganizzata e il governatorato della Georgia-Imerezia fu abolito, con il suo territorio che formava i nuovi governatorati di Tiflis e Kutaisi.

## Divisioni amministrative
Alla sua creazione il Governatorato della Georgia-Imerezia conteneva otto uezd :
- Akhaltsikhe
- Belokan (dal 1844 un separato Djaro-Belokan Okrug)
- Guria
- Gori
- Elisabethpol
- Kutais
- Telav
- Erivan